# Jadenahalli, Pavagada
Jadenahalli là một làng thuộc tehsil Pavagada, huyện Tumkur, bang Karnataka, Ấn Độ.